# Seznam evroposlancev iz Združenega kraljestva (1979–1984)
Seznam evroposlancev iz Združenega kraljestva' v mandatu 1979-1984.

## Seznam
| Ime                    | Stranka               | Okrožje                     |
| A                      |                       |                             |
| Gordon Adam            | Delavska stranka      | Northumbria                 |
| B                      |                       |                             |
| Richard Balfe          | Delavska stranka      | London South Inner          |
| Neil Balfour           | Konzervativna stranka | Yorkshire North             |
| Robert Battersby       | Konzervativna stranka | Humberside                  |
| Peter Beazley          | Konzervativna stranka | Bedfordshire South          |
| Lord Bethell           | Konzervativna stranka | London North West           |
| Roland Boyes           | Delavska stranka      | Durham                      |
| Beata Brookes          | Konzervativna stranka | Wales North                 |
| Janey Buchan           | Delavska stranka      | Glasgow                     |
| C                      |                       |                             |
| Richard Caborn         | Delavska stranka      | Sheffield                   |
| Barbara Castle         | Delavska stranka      | Greater Manchester North    |
| Frederick Catherwood   | Konzervativna stranka | Cambridgeshire              |
| Ann Clwyd              | Delavska stranka      | Wales Mid & West            |
| Kenneth Collins        | Delavska stranka      | Strathclyde East            |
| Richard Cottrell       | Konzervativna stranka | Bristol                     |
| David Curry            | Konzervativna stranka | Esex North East             |
| D                      |                       |                             |
| Ian Dalziel            | Konzervativna stranka | Lothians                    |
| John de Courcy Ling    | Konzervativna stranka | Midlands Central            |
| Basil de Ferranti      | Konzervativna stranka | Hampshire West              |
| Marquess of Douro      | Konzervativna stranka | Surrey West                 |
| E                      |                       |                             |
| Baroness Elles         | Konzervativna stranka | Thames Valley               |
| Derek Enright          | Delavska stranka      | Leeds                       |
| Winifred Ewing         | SNP                   | Highlands and Islands       |
| F                      |                       |                             |
| Adam Fergusson         | Konzervativna stranka | Strathclyde West            |
| Norvela Forster        | Konzervativna stranka | Birmingham South            |
| Eric Forth             | Konzervativna stranka | Birmingham North            |
| G                      |                       |                             |
| Michael Gallagher      | Lab (SDP)             | Nottingham                  |
| Win Griffiths          | Delavska stranka      | Wales South                 |
| H                      |                       |                             |
| Lord Harmar-Nicholls   | Konzervativna stranka | Greater Manchester South    |
| David Harris           | Konzervativna stranka | Cornwall & Plymouth         |
| Gloria Hooper          | Konzervativna stranka | Liverpool                   |
| William Hopper         | Konzervativna stranka | Greater Manchester West     |
| Brian Hord             | Konzervativna stranka | London West                 |
| Paul Howell            | Konzervativna stranka | Norfolk                     |
| John Hume              | SDLP                  | Severna Irska               |
| Alasdair Hutton        | Konzervativna stranka | South of Scotland           |
| J                      |                       |                             |
| Christopher Jackson    | Konzervativna stranka | Kent East                   |
| Robert V. Jackson      | Konzervativna stranka | Upper Thames                |
| Stanley Johnson        | Konzervativna stranka | Wight & Hampshire East      |
| K                      |                       |                             |
| Edward Kellett-Bowman  | Konzervativna stranka | Lancashire East             |
| Elaine Kellett-Bowman  | Konzervativna stranka | Cumbria                     |
| Brian Key              | Delavska stranka      | Yorkshire South             |
| L                      |                       |                             |
| Alfred Lomas           | Delavska stranka      | London North East           |
| M                      |                       |                             |
| John Marshall          | Konzervativna stranka | London North                |
| Tom Megahy             | Delavska stranka      | Yorkshire South West        |
| James Moorhouse        | Konzervativna stranka | London South                |
| Robert Moreland        | Konzervativna stranka | Staffordshire East          |
| N                      |                       |                             |
| Bill Newton Dunn       | Konzervativna stranka | Lincolnshire                |
| Sir David Nicolson     | Konzervativna stranka | London Central              |
| Tom Normanton          | Konzervativna stranka | Cheshire East               |
| O                      |                       |                             |
| Lord O'Hagan           | Konzervativna stranka | Devon                       |
| P                      |                       |                             |
| Ian Paisley            | DUP                   | Severna Irska               |
| Ben Patterson          | Konzervativna stranka | Kent West                   |
| Andrew Pearce          | Konzervativna stranka | Cheshire West               |
| Henry Plumb            | Konzervativna stranka | Cotswolds                   |
| Derek Prag             | Konzervativna stranka | Hertfordshire               |
| Peter Price            | Konzervativna stranka | Lancashire West             |
| Christopher Prout      | Konzervativna stranka | Salop & Stafford            |
| James Provan           | Konzervativna stranka | North East Scotland         |
| John Purvis            | Konzervativna stranka | Mid Scotland and Fife       |
| Q                      |                       |                             |
| Joyce Quin             | Delavska stranka      | Tyne and Wear South         |
| R                      |                       |                             |
| Brandon Rhys-Williams  | Konzervativna stranka | London South East           |
| Shelagh Roberts        | Konzervativna stranka | London South West           |
| Allan Rogers           | Delavska stranka      | Wales South East            |
| S                      |                       |                             |
| James Scott-Hopkins    | Konzervativna stranka | Hereford & Worcester        |
| Barry Seal             | Delavska stranka      | Yorkshire West              |
| Madron Seligman        | Konzervativna stranka | Sussex West                 |
| Dr. Alexander Sherlock | Konzervativna stranka | Essex South West            |
| Richard Simmonds       | Konzervativna stranka | Midlands West               |
| Anthony Simpson        | Konzervativna stranka | Northamptonshire            |
| Tom Spencer            | Konzervativna stranka | Derbyshire                  |
| James Spicer           | Konzervativna stranka | Wessex                      |
| Jack Stewart-Clark     | Konzervativna stranka | Sussex East                 |
| T                      |                       |                             |
| John Taylor            | OUP                   | Severna Irska               |
| John Taylor            | Konzervativna stranka | Midlands East               |
| Frederick Tuckman      | Konzervativna stranka | Leicester                   |
| Amedee Turner          | Konzervativna stranka | Suffolk                     |
| Alan Tyrrell           | Konzervativna stranka | London East                 |
| V                      |                       |                             |
| Peter Vanneck          | Konzervativna stranka | Cleveland & Yorkshire North |
| W                      |                       |                             |
| Frederick Warner       | Konzervativna stranka | Somerset                    |
| Michael Welsh          | Konzervativna stranka | Lancashire Central          |